# Dalfsen
Dalfsen è una municipalità dei Paesi Bassi di 27 261 abitanti situata nella provincia di Overijssel. Il suo territorio è bagnato dal fiume Vechte.